# Jack Jones (zpěvák)
Jack Jones (14. ledna 1938 – 23. října 2024) byl americký jazzový a popový zpěvák. Narodil se jako jediný syn herců Allana Jonese a Irene Hervey v Los Angeles. Studoval herectví a zpěv na zdejší univerzitě. Svou profesionální kariéru zahájil počátkem šedesátých let, kdy podepsal kontrakt ss nahrávací společností Kapp Records. Svůj první singl „Lollipops and Roses“ vydal v roce 1962 a stal se hitem. Později měl řadu dalších úspěšných singlů a vydal rovněž velké množství alb. Roku 2015 vydal desku Seriously Frank u příležitosti stého výročí narození zpěváka Franka Sinatry.